# 婚咯 (坑穴)
婚咯（英語：Hun Kal）是在水星上的一個小撞擊坑，它被選定為這顆行星座標系統經度的參考點。這個坑穴的中心點被定義為西經20°，並用以建立這顆行星的本初子午線。
婚咯被選為參考點只是因為當水手10號拍攝這個區域時，靠近經度0° 的區域都隱藏在陰影內，沒有任何一處可以做為精確的參考點。

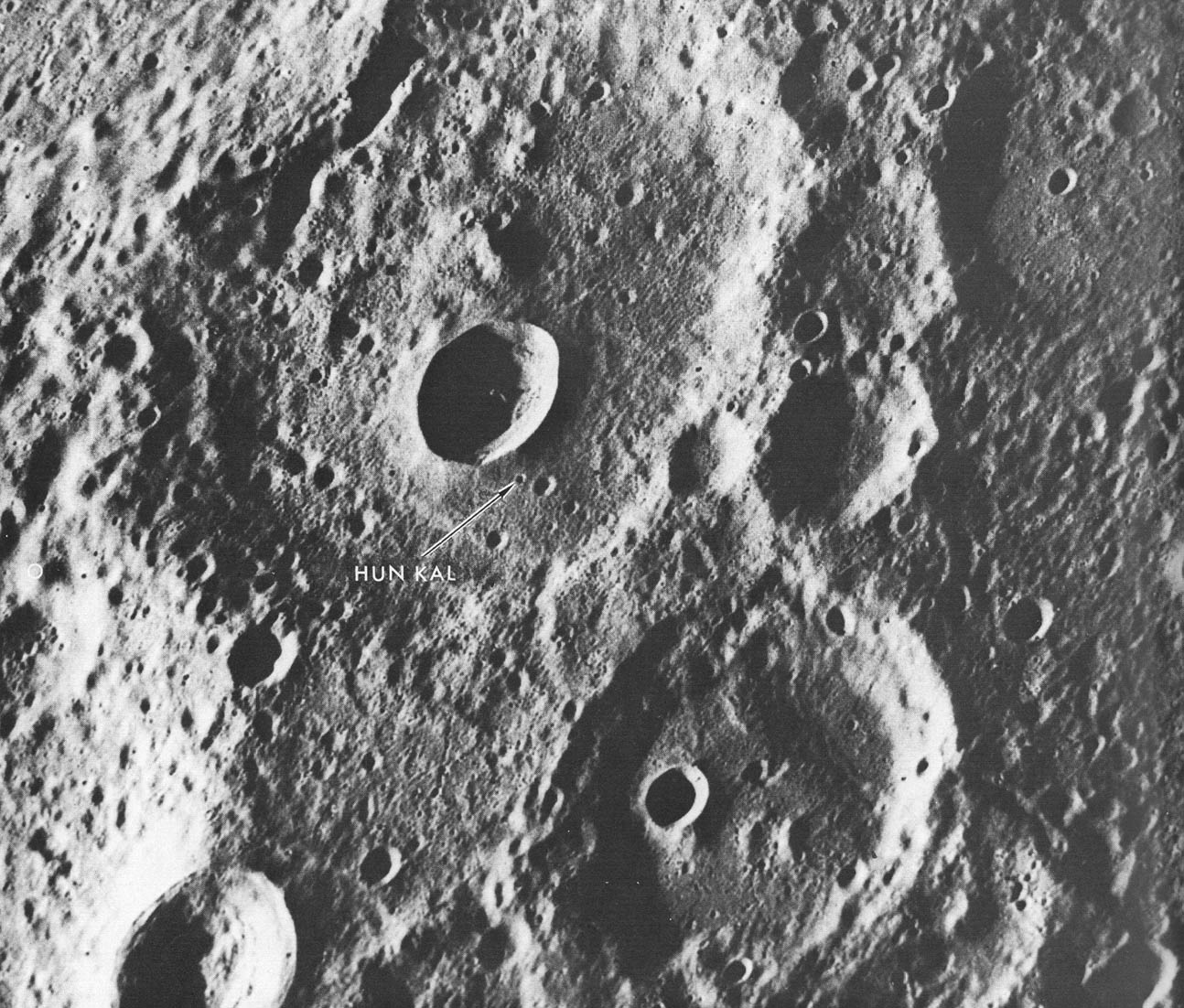
這幅影像顯示出婚咯周圍各處的景象，但靠近中心的小坑穴，Hun Kal幾乎看不見。

婚咯的直徑大約1.5公里。
"婚咯"在馬雅語的意思就是20。